# جردن فاوک
جردن فاوک (انگلیسی: Jordan Fauqué؛ زادهٔ ۲۶ اوت ۱۹۹۱) بازیکن فوتبال اهل فرانسه است.
از باشگاه‌هایی که در آن بازی کرده‌است می‌توان به باشگاه فوتبال زسکا صوفیه اشاره کرد.